# ATC (V08)
Jest to część klasyfikacji anatomiczno-terapeutyczno-chemicznej:
- V – Różne
  - V 01 – Alergeny
  - V 03 – Pozostałe środki lecznicze
  - V 04 – Środki diagnostyczne
  - V 06 – Preparaty żywieniowe
  - V 07 – Wszystkie inne preparaty nieterapeutyczne
  - V 08 – Środki cieniujące
  - V 09 – Radiofarmaceutyki diagnostyczne
  - V 10 – Radiofarmaceutyki lecznicze
  - V 20 – Opatrunki chirurgiczne

Obejmuje ona środki cieniujące:

## V 08 A – Środki kontrastowe do badaniaRTGzawierające jod
- V 08 AA – Rozpuszczalne w wodzie, wydzielane przez nerki środki kontrastowe o dużej osmolalności do badania RTG
  - V 08 AA 01 – kwas diatrozowy
  - V 08 AA 02 – kwas metrozowy
  - V 08 AA 03 – jodamid
  - V 08 AA 04 – kwas jotalamowy
  - V 08 AA 05 – kwas joksytalamowy
  - V 08 AA 06 – kwas joglikowy
  - V 08 AA 07 – kwas acetrozowy
  - V 08 AA 08 – kwas jokarmowy
  - V 08 AA 09 – metiodal
  - V 08 AA 10 – diodon
- V 08 AB – Rozpuszczalne w wodzie, wydzielane przez nerki środki kontrastowe o małej osmolarności do badania RTG
  - V 08 AB 01 – metryzamid
  - V 08 AB 02 – joheksol
  - V 08 AB 03 – kwas joksaglowy
  - V 08 AB 04 – jopamidol
  - V 08 AB 05 – jopromid
  - V 08 AB 06 – jotrolan
  - V 08 AB 07 – jowersol
  - V 08 AB 09 – jopentol
  - V 08 AB 10 – jodyksanol
  - V 08 AB 11 – jobitrydol
  - V 08 AB 12 – joksylon
- V 08 AC – Rozpuszczalne w wodzie, wydzielane przez wątrobę, środki kontrastowe do badania RTG
  - V 08 AC 01 – kwas jodoksamowy
  - V 08 AC 02 – kwas jotroksowy
  - V 08 AC 03 – kwas joglikamowy
  - V 08 AC 04 – adypiodon
  - V 08 AC 05 – kwas jobenzamowy
  - V 08 AC 06 – kwad jopanowy
  - V 08 AC 07 – kwas jocetamowy
  - V 08 AC 08 – jopodan sodu
  - V 08 AC 09 – kwas tyropanowy
  - V 08 AC 10 – jopodan wapnia
- V 08 AD – Nierozpuszczalne w wodzie środki kontrastowe do badania RTG
  - V 08 AD 01 – estry etylowe jodowanych kwasów tłuszczowych
  - V 08 AD 02 – jopidol
  - V 08 AD 03 – propyljodon
  - V 08 AD 04 – jofendylan

## V 08 B – Środki kontrastowe do badania RTG niezawierające jodu
- V 08 BA – Środki kontrastowe do badania RTG zawierające siarczan baru
  - V 08 BA 01 – siarczan baru razem ze preparatami do sporządzania zawiesiny
  - V 08 BA 02 – siarczan baru bez preparatów do sporządzania zawiesiny

## V 08 C – Środki kontrastowe doMRI
- V 08 CA – Paramagnetyczne środki kontrastowe
  - V 08 CA 01 – kwas gadopentetowy
  - V 08 CA 02 – kwas gadoterowy
  - V 08 CA 03 – gadodiamid
  - V 08 CA 04 – gadoterydol
  - V 08 CA 05 – mangafodipir
  - V 08 CA 06 – gadowersetamid
  - V 08 CA 07 – cytrynian amonowo-żelazowy
  - V 08 CA 08 – kwas gadobenowy
  - V 08 CA 09 – gadobutrol
  - V 08 CA 10 – kwas gadoksetowy
  - V 08 CA 11 – gadofosweset
  - V 08 CA 12 – gadopiklenol
- V 08 CB – Superparamagnetyczne środki kontrastowe
  - V 08 CB 01 – ferumoksyl
  - V 08 CB 02 – ferrysten
  - V 08 CB 03 – nanocząstki tlenku żelaza
- V 08 CX – Inne środki kontrastowe do MRI
  - V 08 CX 01 – perflubron

## V 08 D – Środki kontrastowe doUSG
- V 08 DA – Środki kontrastowe do USG
  - V 08 DA 01 – perflutren, mikrosfery albumin ludzkich
  - V 08 DA 02 – mikrocząstki galaktozy
  - V 08 DA 03 – perflenapent
  - V 08 DA 04 – perflutren, mikrosfery fosfolipidów
  - V 08 DA 05 – sześciofluorek siarki, mikrosfery fosfolipidów
  - V 08 DA 06 – perfluorobutan,  mikrosfery fosfolipidów